# 黄鹀

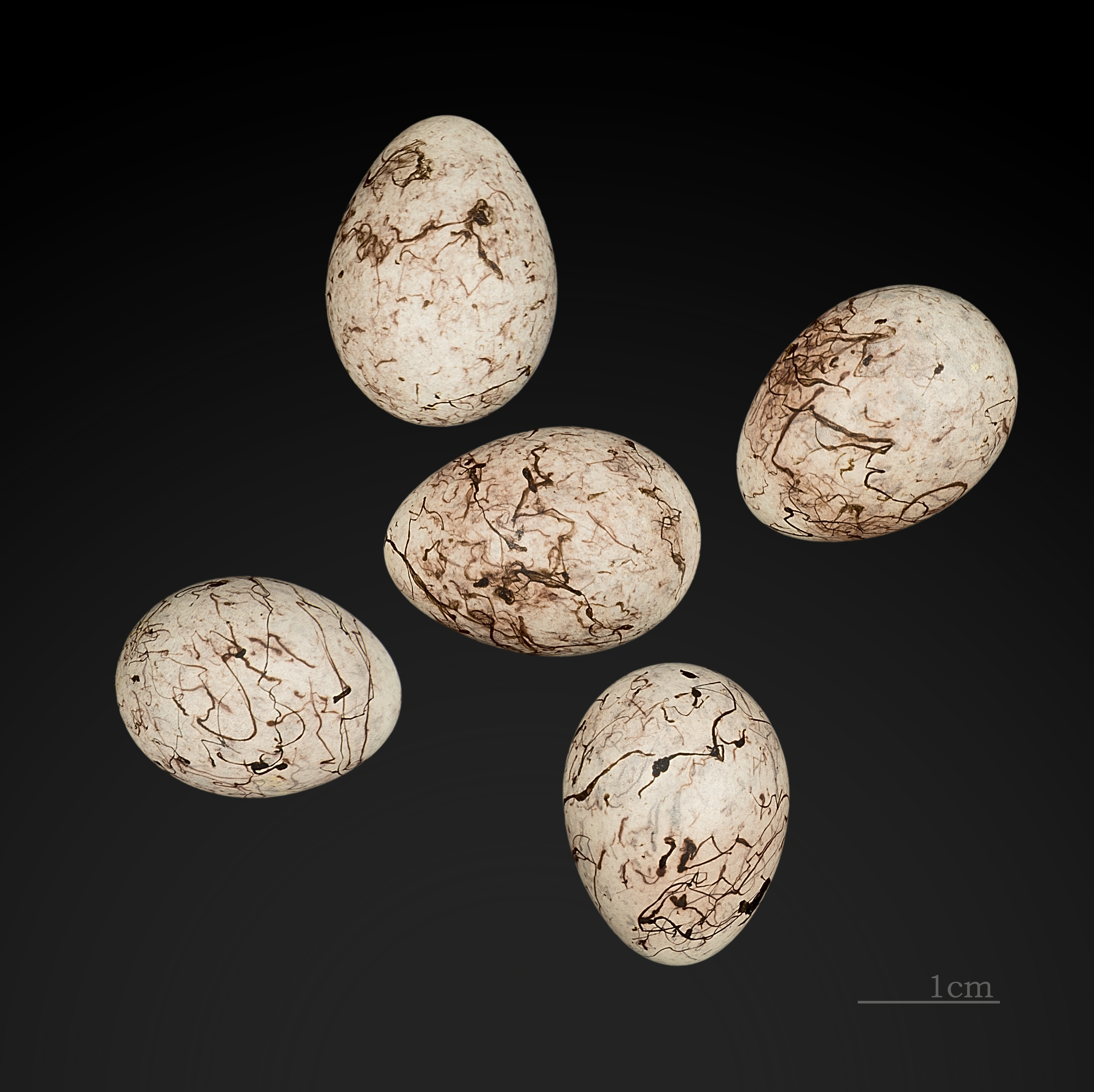
Emberiza citrinella

黄鹀（学名：Emberiza citrinella）为雀科鹀属的鸟类。分布于欧洲东到西伯利亚、高加索、伊朗、哈萨克斯坦、蒙古、日本以及中国大陆的天山山地、华北平原、北京、昌黎等地，主要栖息于林缘、林间空地、林间小道旁和荒地、耕地等处。该物种的模式产地在瑞典。

## 亚种
- 黄鹀北方亚种（学名：Emberiza citrinella erythrogenys）。分布于东欧东至西伯利亚、北至北纬64°、南至俄罗斯、哈萨克斯坦、伊朗，東至伊拉克、蒙古、日本以及中国大陆的天山地区、华北平原等地。该物种的模式产地在俄罗斯Sarepta。[2]